# جیمز فردریک فریر

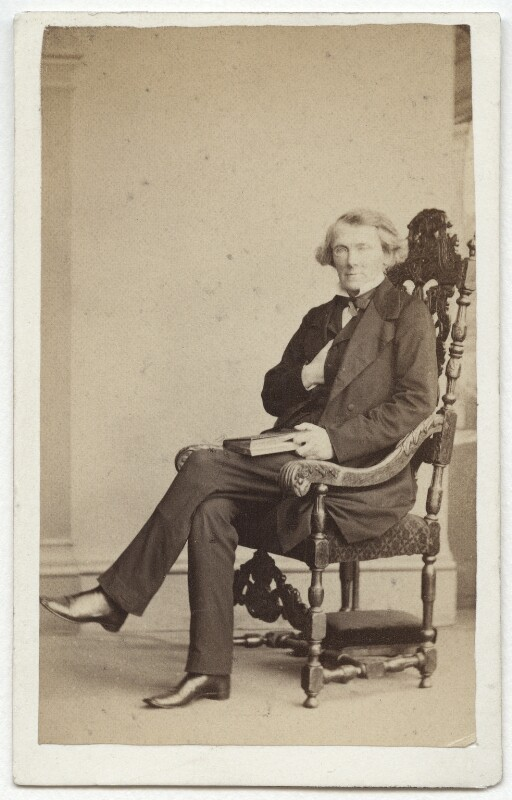

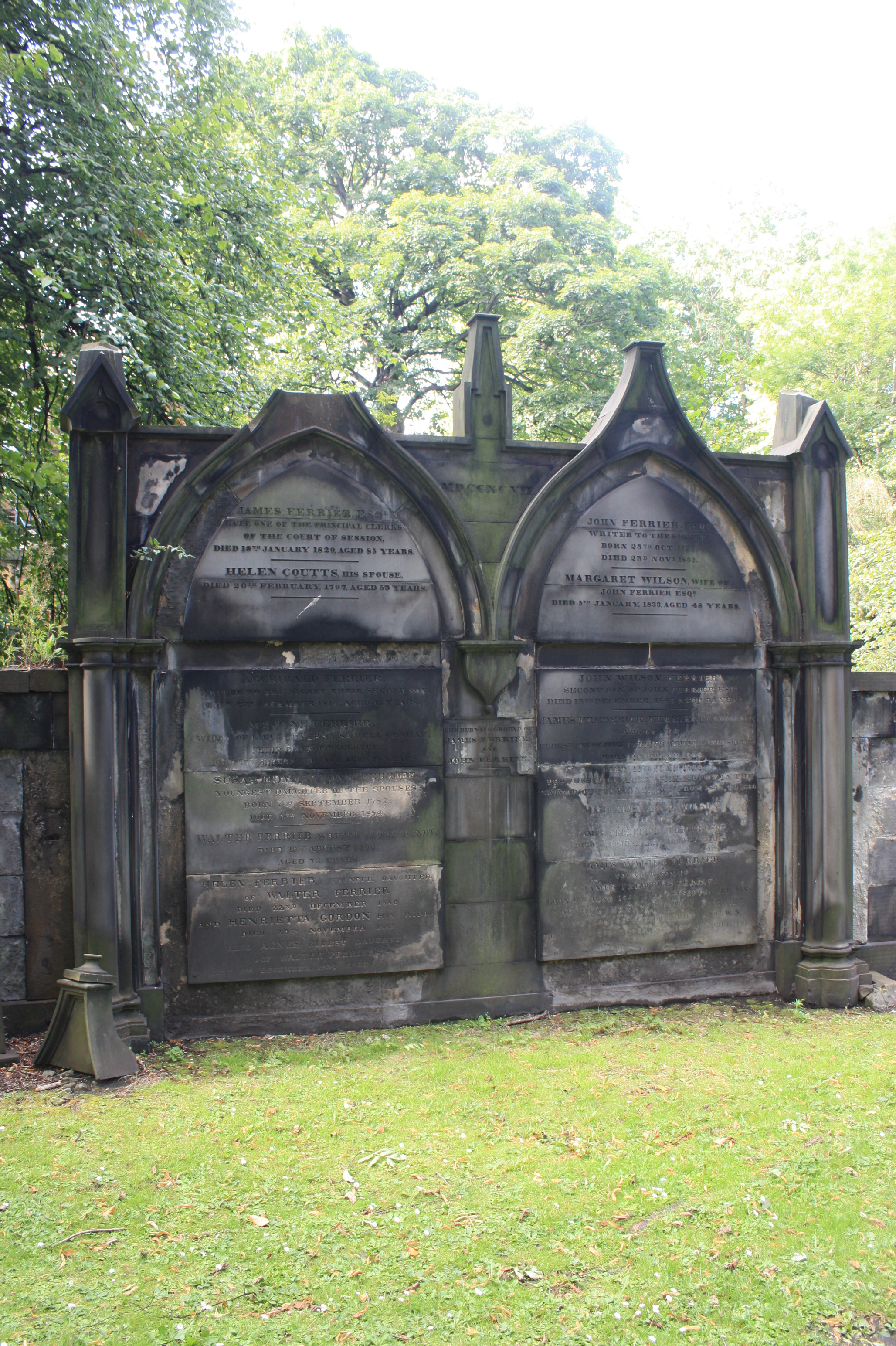
آرامگاه جیمز فردریک فریر، کلیسای سنت کاتبرت، ادینبورگ

جیمز فردریک فریر (به انگلیسی:James Frederick Ferrier) (۱۶ ژوئن ۱۸۰۸–۱۱ ژوئن ۱۸۶۴) نویسنده و فیلسوف متافیزیک اسکاتلندی بود. او واژه «epistemology» به معنی معرفت‌شناسی را در فلسفه غرب معرفی کرد، او همچنین سازنده واژه انگلیسی «agnoiology» است که اشاره به مطالعه جهل دارد.